# فابین دلف
فابین دلف (انگلیسی: Fabian Delph؛ زادهٔ ۲۱ نوامبر ۱۹۸۹) بازیکن فوتبال اهل انگلستان است.
از باشگاه‌هایی که در آن بازی کرده‌است می‌توان به لیدز یونایتد، استون ویلا، منچستر سیتی و اورتون اشاره کرد.
وی همچنین برای تیم ملی فوتبال انگلستان نیز بازی کرده‌است.